# Lalonquère
Pour les articles homonymes, voir Lalonquère.
Lalonquère est une ancienne commune française du département des Pyrénées-Atlantiques. En 1833, la commune fusionne avec Maspie pour former la nouvelle commune de Maspie-Lalonquère.
De nos jours, Lalonquère fait partie de la commune de Maspie-Lalonquère-Juillacq.

## Géographie
Lalonquère est un village du Vic-Bilh, situé au nord-est du département et de Pau.

## Toponymie
Le toponyme Lalonquère est mentionné en 1385 (censier de Béarn) et apparaît sous les formes 
La Loncquera (1538, réformation de Béarn), 
Lalonquere (1793 ou an II) et Lalonguerre (1801, Bulletin des lois).

## Histoire
Paul Raymond note qu'en 1385 Lalonquère comptait dix feux et dépendait du bailliage de Lembeye.

### Les Hospitaliers
Lalonquère était un membre de la commanderie des Hospitaliers de l'ordre de Saint-Jean de Jérusalem de Caubin et Morlaàs.

## Démographie
| 1793 | 1800 | 1806 | 1821 |
| ---- | ---- | ---- | ---- |
| 103  | 65   | -    | 119  |

## Culture locale et patrimoine

### Patrimoine civil
Au haut Moyen Âge se dressait à Lalonquère une fortification seigneuriale.
Le village présente un ensemble de maisons et de fermes des XVIIe, XVIIIe et XIXe siècles.
Le moulin de Lalonquère fut construit au XVIIe siècle.

### Patrimoine religieux
L'église Saint-Germain date du XVIIIe siècle. On y trouve du mobilier référencé par les monuments historiques.